# Jigme Namgyel
Jigme Namgyel (Noord-India, 23 oktober 1964) is een tulku van Tibetaanse komaf en een abstract expressionistisch kunstschilder. Zijn geboorte was kort voordat de Tibetaanse nederzetting in Bir werd gesticht door zijn vader, de derde Neten Chokling Rinpoche. Op zijn negende werd hij door Dilgo Khyentse als Dzigar kongtrül rinpoche erkend, als incarnatie van Karma Lodrö Chökyi Sengge die ook wel "de Grote" werd genoemd omdat hij medestichter was van de Rimé-beweging, later werd dit bevestigd door de zestiende karmapa. In datzelfde jaar overleed zijn vader en twee jaar later werd hij officieel getroond van Chokling Gompa in Bir. Kongtrül Rinpoche kreeg de volledige Tibetaans boeddhistische opleiding tot lama binnen de Nyingmaschool. Zijn belangrijkste leraar was Dilgo Khyentse Rinpoche.
In 1989 verhuisde hij met zijn familie naar de Verenigde Staten waar hij de Jigme Samten Chöling oprichtte, een retraitecentrum in Colorado.